# Peter Rieckmann
Peter Rieckmann (* 1961 in Stelle) ist ein deutscher Neurologe. Seit 2024 ist er Chefarzt der Neurologischen Klinik am InnKlinikum Altötting und Mühldorf gKU.

## Werdegang
Peter Rieckmann begann nach einem Studium generale in Hamburg 1982 seine medizinische Ausbildung an der Universität Göttingen. Er hatte Studienaufenthalte in Bombay, London und Wien. 1988 schloss er das Medizinstudium mit einer Promotion ab. Danach hatte er ein Stipendium im US-Bundesstaat Maryland am National Institutes of Health (NIH) als Postdoc im Bereich Molekulare Immunologie. Seine neurologische Ausbildung schloss er am National Institute for Nervous Disease in London und mit einer Facharztausbildung an der Universitätsklinik Göttingen ab. Ab 1996 leitete Rieckmann als Oberarzt die klinische Forschungsgruppe für Multiple Sklerose und Neuroimmunologie an der Universitätsklinik Würzburg. Im Jahr 2000 wurde er Forschungsvorsitzender der Multiple Sklerose Society of Canada. 2007 folgte er einem Ruf auf eine Professur an der University of British Columbia in Kanada, wo er das klinische Multiple Sklerose-Forschungsprogramm leitete. 2009 kehrte er nach Deutschland zurück und wurde Chefarzt der Abteilung Neurologie am Akademischen Lehrkrankenhaus Bamberg. Dort baute Rieckmann 2016 das erste deutsche Herz-Hirn-Zentrum auf, das er gemeinsam mit Martin Braun leitete. 2017 bis 2024 war er Chefarzt der neurologischen Rehabilitationsklinik in Loipl in der Gemeinde Bischofswiesen, deren Schwerpunkte in der Behandlung von Multiple Sklerose und Morbus Parkinson liegen. Innerhalb der Klinik wurde unter Rieckmanns Leitung 2019 das erste Zentrum für klinische Neuroplastizität in Deutschland eingerichtet. Das Magazin Focus zeichnete Rieckmann 2021 mit dem Titel „Top Mediziner 2021 – Multiple Sklerose“ aus. 2024 wechselte er an das InnKlinikum Altötting und Mühldorf.

## Auszeichnungen
- 1992: Gerhard-Hess-Preis der Deutschen Forschungsgemeinschaft
- 1996: Käte Hammersen-Preis der Deutschen Multiple Sklerose Gesellschaft[7]
- 1999: Hans-Heinrich Georg Queckenstedt-Preis der Deutschen Multiple Sklerose Gesellschaft[8]
- Langheinrich-Preis der Langheinrich-Stiftung FU Berlin zur Förderung der Multiple-Sklerose-Forschung[9]

## Mitgliedschaften
- Deutsche Gesellschaft für Neurologie
- Deutsche Multiple Sklerose Gesellschaft
- Deutsche Schlaganfallhilfe
- Fellow des Royal College of Physicians and Surgeons of Canada (FRCPC)

## Werke
- Immunglobulin-produzierende Zellen im Liquor cerebrospinalis: Optimierung des immuncytochemischen Nachweises und diagnostische Bedeutung bei entzündlichen Erkrankungen des Zentralnervensystems, 1988, Dissertation
- mit Jürg Kesselring: Multiple Sklerose – eine Zeitreise, Stuttgart, 2007
- mit Ralf Gold: Pathogenese und Therapie der Multiplen Sklerose, 2011, 4. Auflage